# Drážďany (Častrov)
Drážďany (německy Drazdian) jsou základní sídelní jednotka, součást obce Častrov v okrese Pelhřimov v kraji Vysočina. Nachází se asi 8,5 km jihozápadně od centra Pelhřimova.
Drážďany prochází silnice III/11252. Je zde registrováno sedm čísel popisných: 47, 49, 61, 79, 80, 82 a 124. Nedaleko se nachází rybník Kobyla a malý bezejmenný rybník, severně od osady pramení dva bezejmenné potoky, které se společně vlévají do řeky Žirovnice.